# Слобозийская и Кэлэрашская епархия
Слобозийская и Кэлэрашская епархия (рум. Episcopia Sloboziei și Călărașilor) — епархия Румынской православной церкви с центром в городе Слобозия в Румынии. Входит в состав Митрополии Мунтении и Добруджи. Объединяет приходы и монастыри жудецов Яломица и Кэлэраши.
Правящий архиерей — епископ Слобозийский и Кэлэрашский Викентий (Грифони) (с 28 июня 2009 года).

## История
22 июня 1993 года на заседании Епархиального совета Бухарестской архиепископии было рассмотрено ходатайство представителей клира и мирян благочиний жудецев Яломица и Кэлэраши (Бэрэганская степь) об основании на территории этих уездов епископии. Прошение было отправлено в Синод, который на заседании 6-8 июля 1993 года принял решение о создании для этих территорий Слобозийской и Кэлэрашской епископии (Слобозия — административный центр жудеца Яломица). Новоучреждённая епархия вошла в состав Митрополии Мунтении и Добруджи.

## Архиереи
- Нифон (Михэйцэ) (11 января 1994 — 14 декабря 1999)
- Дамаскин (Кораву) (24 февраля 2000 — 23 апреля 2009)
- Викентий (Грифони) (с 28 июня 2009 года)